# Спілка геологів України
Спілка геологів України - всеукраїнська громадська організація, об'єднує геологів, геофізиків, інженерів і вчених геологічної галузі України. Об’єднує близько 4 тисяч дійсних членів. Спілка налічує 22 обласних відділення, а також спеціальні відділення у Києві та Автономній Республіці Крим, в неї входять 46 геологічних товариств, асоціацій і підприємств. Спілка є засновником журналу «Геолог України», який видається з 2003 року.

## Історія
Спілка геологів України є наступником Харківського геологічного товариства, заснованого в Україні в 1916 р.  Сучасна громадська організація «Спілка геологів України» створена 23 лютого 2000 року. Цього дня в Києві відбулися засновницькі збори, на яких був затверджений Статут організації, і склад правління. 10 травня того ж року, Спілка геологів України була зареєстрована Міністерством юстиції України (свідоцтво № 1420).
З моменту створення Спілки було проведено чотири З'їзди геологів України, організований ряд наукових і науково-практичних конференцій. 

## Управління
Найвищим органом «Спілки геологів України» є З'їзд, де обирають Правління і виконавчі органи СГУ. З'їзд проводиться раз на два роки. На з'їздах обговорюються важливі питання розвитку геологорозвідувальної галузі, проблеми нарощування мінерально-сировинної бази країни, питання законодавчої політики, науки і впровадження передових технологій, міжнародної співпраці.